# Elgiva de York
Elgiva nació alrededor del año 963, siendo hija de Thored (Ethelberto?), señor de York.
Según la saga Jomsvikinga Elgiva casó en primeras nupcias con el noble anglosajón de Estanglia, Ulfcytel Snillingr.
Se casó a mediados de los años 980 con Etelredo II el Indeciso,
rey de Inglaterra, al cual dio 12 hijos, entre ellos el futuro rey Edmundo II Ironside.
Murió en Winchester, en febrero del año 1002, siendo sepultada en la Abadía de Winchester.